# Amorphophallus antsingyensis
Amorphophallus antsingyensis är en kallaväxtart som beskrevs av Bogner, Hett. och Ittenbach. Amorphophallus antsingyensis ingår i släktet Amorphophallus och familjen kallaväxter. Inga underarter finns listade.